# Малый (Белгородская область)
Малый — хутор в Чернянском районе Белгородской области. Входит в состав Большанского сельского поселения.

## География
Находится в северо-восточной части Белгородской области, в лесостепной зоне, в пределах Среднерусской возвышенности, к северу от автодороги 14К-7, на расстоянии примерно 10 километров (по прямой) к востоку от Чернянки, административного центра района. 

### Климат
Климат характеризуется как умеренно континентальный, с холодной зимой и продолжительным тёплым летом. Среднегодовая температура воздуха — 6,3 °C. Средняя температура воздуха самого холодного месяца (января) — −8,4 °C (абсолютный минимум — −37 °C); самого тёплого месяца (июля) — 20,3 °C (абсолютный максимум — 42 °C). Безморозный период длится в среднем 157 дней. Годовое количество атмосферных осадков — 462 мм, из которых большая часть выпадает в период с апреля по октябрь. Снежный покров держится около 109 дней.

### Часовой пояс
Хутор Малый как и вся Белгородская область, находится в часовой зоне МСК (московское время). Смещение применяемого времени относительно UTC составляет +3:00.

## Население
| 2002 | 2010 |
| ---- | ---- |
| 175  | ↘154 |

### Национальный состав
Согласно результатам переписи 2002 года, в национальной структуре населения русские составляли 92 %.

## Инфраструктура
В хуторе шесть улиц: Буковка, Лобышка, Молодежная, Труда, Шахты, Юрьевка. В хуторе находится ФАП.